# تور تراینگل
تور تراینگل (انگلیسی: Tour Triangle) ساختمان اداری ۴۲ طبقه مستقر در شهر پاریس است، که در سال ۱۹۷۳ احداث گردید.